# Király Pál (újságíró, 1899–1980)
Király Pál (Budapest, Terézváros, 1899. július 5. – Budapest, 1980. március 27.) újságíró, szerkesztő.

## Élete
Király Áron (1873–1958) nagyváradi származású könyvnyomdász segéd és Goldstein Malvina (1875–1922) fia. Kereskedelmi érettségit tett, majd az újságírói pályára lépett. 1922-től a Magyar Hírek, 1925–1929-ben Az Est, 1929–1939-ben az Esti Kurir szerkesztőségében dolgozott publicistaként. 1939-től 1941-ig az Esti Kurir párizsi tudósítója volt. 1942-ben zsidó származása miatt munkaszolgálatra vitték. 1944-ben hadifogságba esett a Szovjetunióban. Miután hazatért, 1950-től 1956-ig az Építőmunkás című közlöny, majd a Dunaújvárosi (Sztálinvárosi) Hírlap szerkesztője volt. 1957-től a Lapkiadó Vállalat munkatársa volt 1961-es nyugdíjazásáig. Az 1970-es években az Új Élet munkatársa volt.
Első felesége Piroska Mária Irén színésznő volt, akit 1921. október 22-én Budapesten, az Erzsébetvárosban vett nőül. 1923-ban elváltak. Második házastársa Cilcer Klára volt, akitől 1948-ban elvált.
Hamvasztás utáni búcsúztatása a budapesti Farkasréti temetőben volt.

## Művei
- Egy ítélet és ami mögötte van. A 161/31. és a 101/33. tábori munkásszázadok története (Budapest, 1947)
- Az Országos Erdészeti Egyesület története. 1866-1966 (Budapest, 1967)

## Díjai, elismerései
- Aranytoll (1979)